# Paper Writer
Paper Writer（ペーパーライター）は、カシオ計算機によって開発されたAndroid搭載タブレット端末である。

## 概要
同社としては初となるAndroid搭載タブレット端末で、紙に手書きした文章をデジタル化する機能を備えている。
また、耐衝撃・防塵・防沫機能を備えているほか、NTTドコモのXiサービスを利用することが可能である。
なお、法人向け端末なので個人向けには販売されない。